# Thor (banda sonora)
Thor es la banda sonora de la película de 2011 del mismo nombre dirigida por Kenneth Branagh. Patrick Doyle compuso la música, y la Orquesta Sinfónica de Londres la interpretó. Buena Vista Records anunció los detalles de la banda sonora en marzo de 2011. Fue lanzada en algunos territorios europeos a fines de abril y en los Estados Unidos el 3 de mayo.

## Lista de canciones
Toda la música compuesta por Patrick Doyle. 
| N.º   | Título                     | Duración |  |
| 1.    | «Chasing the Storm»        | 3:11     |  |
| 2.    | «Prologue»                 | 3:09     |  |
| 3.    | «Sons of Odin»             | 1:48     |  |
| 4.    | «A New King»               | 3:00     |  |
| 5.    | «Ride to Observatory»      | 2:10     |  |
| 6.    | «To Jotunheim»             | 2:19     |  |
| 7.    | «Laufey»                   | 3:40     |  |
| 8.    | «Frost Giant Battle»       | 4:22     |  |
| 9.    | «Banishment»               | 1:53     |  |
| 10.   | «Crisis In Asgard»         | 2:18     |  |
| 11.   | «Odin Confesses»           | 2:43     |  |
| 12.   | «Hammer Found»             | 1:11     |  |
| 13.   | «Urgent Matter»            | 2:21     |  |
| 14.   | «The Compound»             | 7:40     |  |
| 15.   | «Loki's Lie»               | 1:54     |  |
| 16.   | «My Bastard Son»           | 2:39     |  |
| 17.   | «Science and Magic»        | 2:35     |  |
| 18.   | «The Destroyer»            | 2:57     |  |
| 19.   | «Forgive Me»               | 2:40     |  |
| 20.   | «Thor Kills the Destroyer» | 1:53     |  |
| 21.   | «Brothers Fight»           | 6:59     |  |
| 22.   | «Letting Go»               | 3:17     |  |
| 23.   | «Can You See Jane?»        | 2:23     |  |
| 24.   | «Earth to Asgard»          | 2:33     |  |
| 71:53 |                            |          |  |

## Recepción
La banda sonora recibió críticas positivas. James Christopher Monger de AllMusic opinó que «El compositor Patrick Doyle, que trajo una nueva audacia a la franquicia de Harry Potter en 2005 con su banda sonora del cáliz de fuego, trata a la adaptación de Kenneth Branagh a la gran pantalla del icónico superhéroe nórdico de Marvel Comics Thor con el peso apropiado.» Danny Gardon, de Empire, comentó que la obra de Doyle «mezcla con éxito Sturm und Drang wagneriana con pistas que desbordan nobleza y riqueza dramática. También crea un atractivo núcleo melódico al oponer los temas de Thor y Loki y recoge dividendos de su distinción concertada de los mundos de Asgard y la Tierra. Solo es una lástima que la omnipresencia de coros y percusión en las partituras de acción actuales diluya el dinamismo de las pistas climáticas de Doyle.» Christian Clemmensen, único crítico de Filmtracks, la comparó con la banda sonora de Las crónicas de Narnia: la travesía del Viajero del Alba, de David Arnold, argumentando que «Ambas cuentan con varios momentos de cinco estrellas y requieren una apreciación cuidadosa y repetitiva para comprender realmente su profundidad temática, pero también ambas contienen algunos momentos extremadamente agradables por el lado ruidoso.»
En una reseña más mixta, Jonathan Broxton de Movie Music UK quedó decepcionado con la banda sonora, por «cuán convencional suena, y cómo cae en el molde seguro y predecible de la ‘superproducción veraniega’», y porque en su opinión «no suena como una partitura de Patrick Doyle». Finalmente, agregó que «Todo parece pedir a gritos una banda sonora que tenga mucho más sabor nórdica, un ámbito más épico, y menos ecos de robots luchando y hombres en trajes de metal.»